# Der Neue Tag (Wien)

Logo

Der neue Tag war eine in Wien im Verlag des Papierkonzern Elbemühl erscheinende Tageszeitung, die sich insbesondere mit aktuellen Problemen und Entwicklungen der nach dem Ersten Weltkrieg neu entstandenen Republik Österreich befassen sollte. Als Vorbilder galten das Berliner Tageblatt sowie die Frankfurter Zeitung. Als Chefredakteur gewann man den erklärten Sozialdemokraten Benno Karpeles, dem vertraglich völlige Unabhängigkeit von etwaigen Weisungen der Eigentümer zugesichert wurde. Als Nachfolger des Fremden-Blatts am 23. März 1919 gegründet und für 30 Heller pro Exemplar verkauft, musste Der Neue Tag bereits am 30. April 1920 aus wirtschaftlichen Gründen sein Erscheinen einstellen. Während des 13-monatige Bestehens der Zeitung gehörten der in der Grünangergasse 2, 1. Bezirk, ansässigen Redaktion einige Literaten von Weltrang an, so etwa:
- Arnold Höllriegel (1883–1939)
- Egon Erwin Kisch (1885–1948), zuständig für Sensationsberichte, Kriminalfälle und sozialkritische Reportagen; z. B. "Wie der Einbrecher Breitwieser erschossen wurde"
- Anton Kuh (1890–1941)
- Leo Perutz (1882–1957)
- Alfred Polgar (1873–1955), Chef des Feuilletons
- Joseph Roth (1894–1939), der bei "Der neue Tag" seine erste Festanstellung fand und dort unter dem Pseudonym "Josephus" über 100 Beiträge insbesondere zum Alltag in Wien veröffentlichte. Sein Erster Artikel war Die Insel der Unseligen vom 20. April 1919 über die Psychiatrische Anstalt am Steinhof. Im Auftrag der Zeitung berichtete er auch aus dem "Heanzenland" (deutschsprachiges Westungarn, heute Burgenland).